# Marta Forsberg
Marta Mia Forsberg (* 28. September 1989) ist eine schwedische Improvisationsmusikerin (Geige, auch Bratsche, Elektronik, Komposition) und Klangkünstlerin.

## Wirken
Forsberg, die in Härnösand aufwuchs, begann, nachdem sie fünfjährig auf einer Geburtstagsfeier eine Spielzeuggeige begeisterte, mit dem Geigenspiel. Bereits als Kind spielte sie im Orchester der örtlichen Musikschule Geige, als Jugendliche im Orchester und weiteren Ensembles. Später studierte sie elektroakustische Komposition an der Königlichen Musikhochschule Stockholm und in Warschau an der Fryderyk-Chopin-Universität für Musik.
Forsberg, die ab 2010 in Stockholm lebte, wirkte zunächst als Geigerin und Bratschistin in mehreren Ensembles für Jazz, frei improvisierte Musik und Elektronica mit. Mittlerweile umfasst ihre Praxis Sounddesign, Komposition für Ensembles, Musik für Tanz, Klang- und Lichtinstallationen sowie die Betätigung in verschiedenen künstlerischen Forschungsprojekten. In den letzten Jahren hat sie ihre Werke bei Labels wie Warm Winters Ltd., XKatedral, Superpang und Thanatosis veröffentlicht. Ihre Musik wurde bei Festivals und Konzerten in Schweden (u. a. im Stockholmer Konserthuset, in Fylkingen, im Harp Art Lab und im Göteburger Kunstzentrum), Deutschland, Dänemark, Island, Großbritannien, den USA und Polen aufgeführt. Sie ist auch auf Alben von Golden Offence Orchestra und Hästköttskandalen zu hören.
Zusammen mit Lo Kristenson gründete sie die Organisation Konstmusiksystrar, die sich für die Gleichstellung der Geschlechter in der schwedischen Musikszene einsetzt.

## Diskographische Hinweise
- To All Frequencies I Can Not Sense for Quartet (Havtorn Records 2017)
- Tkać (Thanatosis 2021)
- Marta Forsberg & Kajsa Magnarsson: Kompisitioner (Lamour Records, 2022)
- Sjunger for Varandra (Warm Winters 2024)